# Herpyllus coahuilanus
Espèce
Herpyllus coahuilanus est une espèce d'araignées aranéomorphes de la famille des Gnaphosidae.

## Distribution
Cette espèce est endémique du Coahuila au Mexique,. Elle se rencontre vers Saltillo.

## Description
Le mâle décrit par Platnick et Shadab en 1977 mesure 6,88 mm et la femelle 9,01 mm.

## Étymologie
Son nom d'espèce lui a été donné en référence au lieu de sa découverte, le Coahuila.

## Publication originale
- Gertsch & Davis, 1940 : Report on a collection of spiders from Mexico. III. American Museum novitates, no 1069, p. 1-22 (texte intégral).